# Вајола (Илиноис)
Вајола (енгл. Viola) град је у америчкој савезној држави Илиноис.

## Демографија
По попису из 2010. године број становника је 955, што је 1 (-0,1%) становника мање него 2000. године.
| Група             | 2000.       | 2010.       |
| Белци             | 929 (97,2%) | 912 (95,5%) |
| Афроамериканци    | 0 (0,0%)    | 0 (0,0%)    |
| Азијати           | 0 (0,0%)    | 1 (0,1%)    |
| Хиспаноамериканци | 17 (1,8%)   | 36 (3,8%)   |
| Укупно            | 956         | 955         |